# Bärbel Petersen

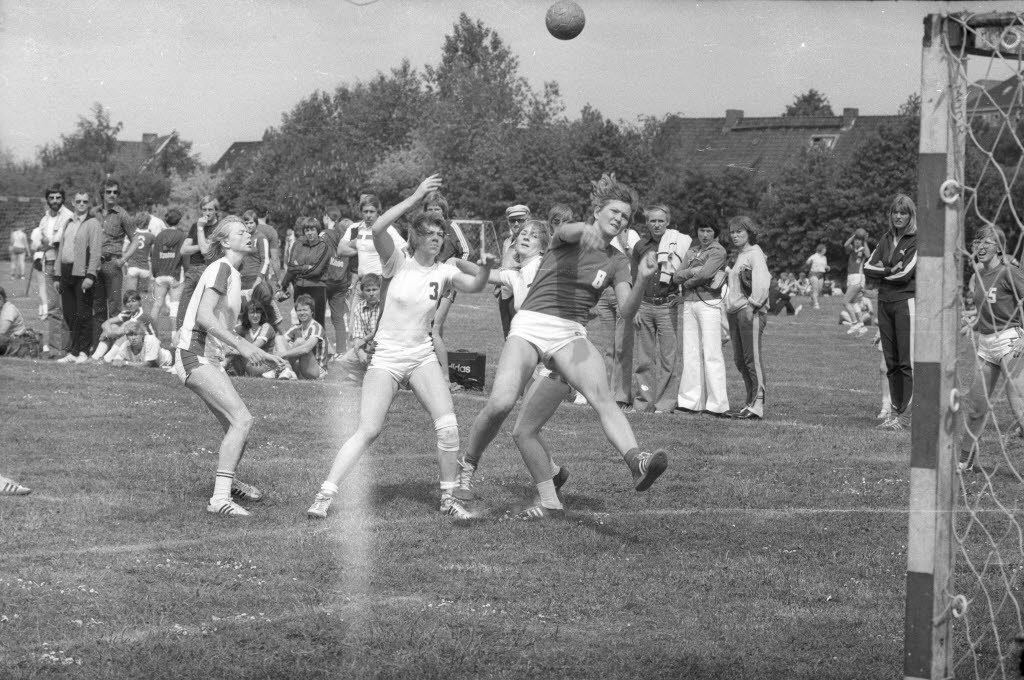
Bärbel Bock (Nr. 8) im Juni 1977

Bärbel Petersen (auch Bärbel Bock) ist eine ehemalige deutsche Handballspielerin.

## Werdegang
Sie spielte für den TuS Gaarden, später für Holstein Kiel und Bayer Leverkusen. Mit Leverkusen wurde sie deutsche Meisterin und trat im Europapokal der Landesmeister an: 1983 erreichte sie mit Leverkusen das Halbfinale des Landesmeisterwettbewerbs, unterlag dort jedoch Spartak Kiew. In der Saison 1983/84 zog sie mit Bayer in dem Wettbewerb in die Endspiele ein, dort verlor man gegen RK Radnički Belgrad.
1978 wurde sie als Mitglied der Auswahl des Deutschen Handballbundes in fünf Weltmeisterschaftsspielen eingesetzt und erzielte als drittbeste Torschützin der Bundesdeutschen elf Treffer. 1982 nahm sie ebenfalls an der WM teil. Während der WM 1982 wurde sie mit ihrem 127. Länderspiele bundesdeutsche Rekordnationalspielerin.